# Sky-Watcher
Sky-Watcher è un'azienda taiwanese fondata nel 1999 da Synta Technology Corporation (Synta Taiwan) che produce e commercializza telescopi e altro materiale astronomico come montature (altazimutali, equatoriali, motorizzate ed astroinseguitori) e altri accessori. Le fabbriche si trovano nella città cinese di Suzhou ed il brand è commercializzato in tutto il mondo.

## Storia
Il brand "Sky-Watcher" vede la luce nel 1999 quando Synta Technology decide di aprire una filiale in Canada, a Richmond. A partire dal 2000 vengono prodotti i primi telescopi, in configurazione dobson, l'anno successivo (2001) i primi Maksutov-Cassegrain e nel 2004 i primi rifrattori apocromatici. Dal 2008 l'azienda ha iniziato una collaborazione con l'azienda tedesca Schott AG, produttrice di vetri ottici di alta qualità.
Sky-Watcher negli anni si è contraddistinta per la produzione di telescopi anche di grande diametro, di montature computerizzate "GoTo" e di telescopi dobson collassabili oltre che motorizzati.
Il marchio Sky-Watcher era distribuito inizialmente solo nei mercati canadese ed europeo, dalla fine dei primi anni 2000 anche in quello statunitense.